# Uranprojekt
Als Uranprojekt wird die Gesamtheit der Arbeiten im Deutschen Reich während des Zweiten Weltkrieges bezeichnet, bei denen die 1938 entdeckte Kernspaltung technisch nutzbar gemacht werden sollte. Hauptziel war dabei, die Möglichkeiten zum Bau einer Kernwaffe abzuschätzen sowie einen Demonstrations-Kernreaktor zu bauen. Trotz einiger Erfolge gelang es den Wissenschaftlern bis Kriegsende nicht, eine selbsterhaltende nukleare Kettenreaktion in einem solchen Reaktor herzustellen. Es gibt keine Beweise dafür, dass gegen Kriegsende kleinere Kernwaffentests unternommen wurden, wie gelegentlich behauptet wird.
Im Verlauf des Krieges wurden die industriellen Produktionsanlagen von den Alliierten zerstört. Gegen Kriegsende wurden acht am Uranprojekt beteiligte Wissenschaftler von der Alsos-Mission gefasst und in Farm Hall (England) interniert. Andere, wie Manfred von Ardenne, wurden von sowjetischen Kräften festgesetzt. Die Versuchsaufbauten des Uranprojekts wurden demontiert und die Materialien beschlagnahmt. Die Wissenschaftler wurden nach dem Krieg wieder freigelassen und kehrten, teilweise nach jahrelanger Zwangsverpflichtung in der Sowjetunion, nach Deutschland zurück.

## Beteiligte
Die wichtigsten am Uranprojekt beteiligten Wissenschaftler waren:
- Werner Heisenberg, Carl Friedrich von Weizsäcker und Karl Wirtz am Kaiser-Wilhelm-Institut für Physik (KWI) in Berlin-Dahlem, später in Hechingen,
- Robert Döpel im experimental-physikalischen Institut der Universität Leipzig zusammen mit W. Heisenberg im theoretisch-physikalischen Institut bis zu dessen Übernahme der Leitung des Berliner KWI für Physik (Mitte 1942),
- Kurt Diebner in der Heeresversuchsanstalt Kummersdorf in Kummersdorf-Gut bei Berlin (später in Stadtilm),
- Paul Harteck und Wilhelm Groth an der Universität Hamburg.

Weitere indirekt involvierte Institutionen waren das Kaiser-Wilhelm-Institut für Chemie (Otto Hahn, Max von Laue und Horst Korsching) in Berlin-Dahlem, das Forschungslaboratorium für Elektronenphysik von Manfred von Ardenne in Berlin-Lichterfelde, sowie die Universitäten Heidelberg (Walther Bothe und Wolfgang Gentner) und Göttingen (Wilhelm Hanle und Georg Joos).
Von Industrieseite am Uranprojekt beteiligt waren:
- die Auergesellschaft in Oranienburg zur Gewinnung von Uranoxid aus Uranerz,
- die Deutsche Gold- und Silber-Scheide-Anstalt (Degussa) in Frankfurt am Main zur Herstellung von reinem Uran,
- die Anschütz & Co GmbH in Kiel am Bau und Entwicklung der Gaszentrifugen geleitet von Konrad Beyerle,
- die Norwegische Hydroelektrische Gesellschaft (Norsk Hydro) bei Rjukan in Norwegen zur Produktion von schwerem Wasser und
- die Leunawerke der I.G. Farben bei Merseburg zur weiteren Produktion von schwerem Wasser.

## Vorgeschichte

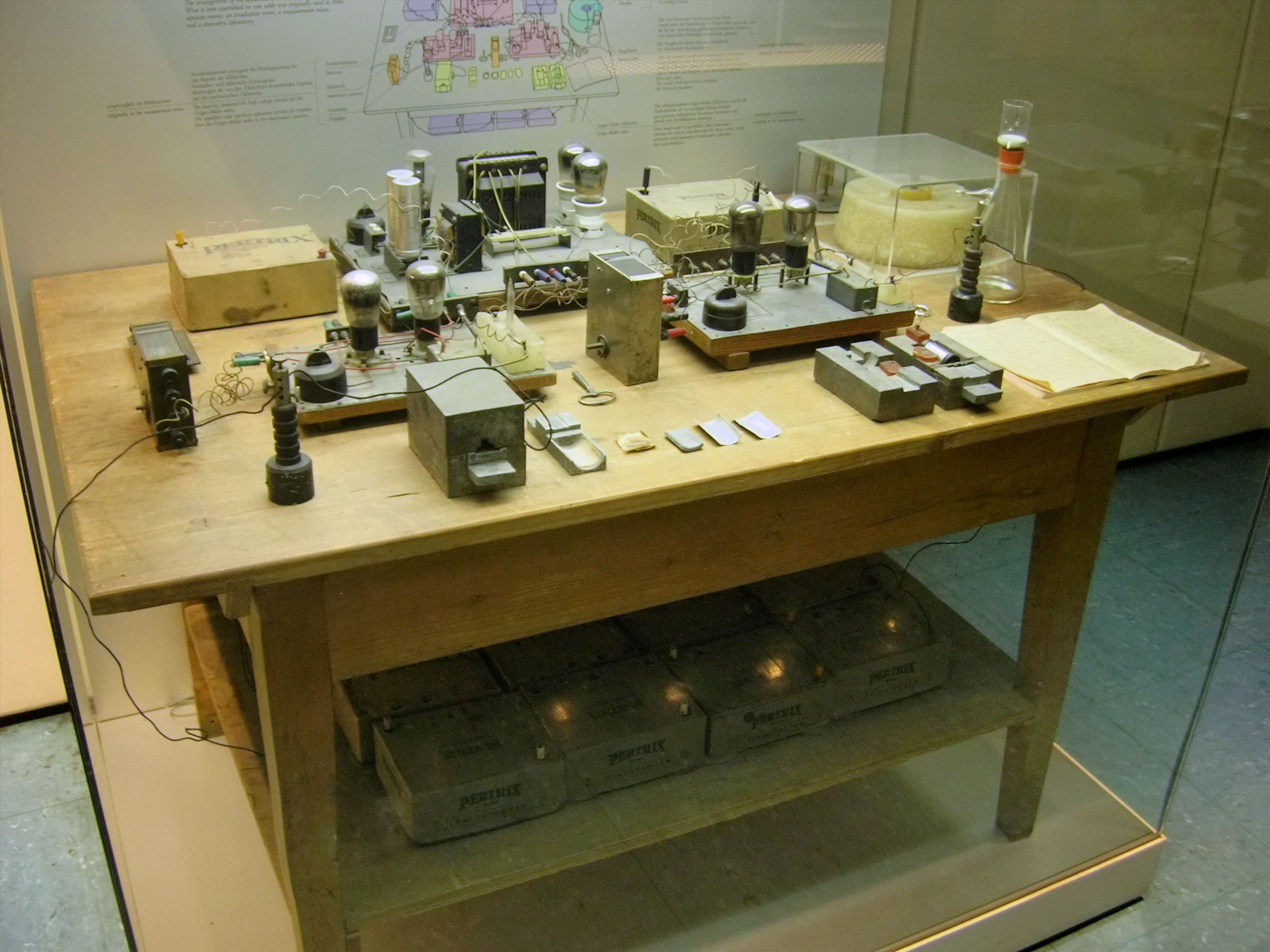
Versuchsanordnung von Otto Hahn und Fritz Straßmann bei der Entdeckung der Kernspaltung im Deutschen Museum in München.

Im Jahr 1934 hatte der italienische Physiker Enrico Fermi an der Sapienza-Universität von Rom chemische Elemente, unter anderem Uran, mit Neutronen bestrahlt und dabei durch Kernreaktion künstliche radioaktive Nuklide gewonnen. Die österreichische Physikerin Lise Meitner und der deutsche Chemiker Otto Hahn überprüften in den folgenden Jahren am Kaiser-Wilhelm-Institut für Chemie in Berlin-Dahlem Fermis Experimente und glaubten in den folgenden Jahren einige neue Elemente, sogenannte Transurane, nachgewiesen zu haben. Aufgrund der Deutung, bei Fermis Versuchen seien neue Elemente entstanden und nachgewiesen worden, wurde ihm 1938 der Nobelpreis für Physik verliehen. Wie sich später herausstellen sollte, waren bei den Versuchen Transurane entstanden, bei den nachgewiesenen Betastrahlern handelte es sich allerdings nicht um selbige, sondern um Spaltprodukte.
Lise Meitner musste im Juli 1938 Deutschland aufgrund ihrer jüdischen Abstammung verlassen und konnte dank Otto Hahns Hilfe über Holland nach Schweden emigrieren. Hahn experimentierte mit seinem Assistenten Fritz Straßmann in Berlin weiter. Am 17. Dezember 1938 gelang ihnen erstmals der Nachweis von Bariumisotopen, welche aufgrund ihres deutlich niedrigeren Atomgewichts aus Uran nur mittels Kernspaltung entstanden sein konnten. Die vorher vertretene These, man habe das deutlich schwerere aber chemisch ähnliche Radium gewonnen, konnte anhand chemischer Extraktion widerlegt werden. Dieses Ergebnis war zunächst schwer zu verstehen. In einem Brief wandte sich Hahn an Lise Meitner, die zusammen mit ihrem Neffen Otto Frisch in der Nähe von Göteborg Weihnachten feiern wollte. Hahn beschrieb darin zwei Tage später seine entscheidenden Experimente und sprach erstmals von einem Zerplatzen des Urankerns als einer möglichen Erklärung, bat aber die Physikerin Meitner um eine Erklärung, die ihm als Chemiker nicht offensichtlich schien. Meitner fand die Lösung auf einer Schneeschuhwanderung mit Frisch und berechnete überschlagsmäßig die freiwerdende Energie auf etwa 200 MeV pro gespaltenem Urankern – dies ist auch im Verhältnis zu typischen Zerfallsenergien eine große Energiemenge. Hahn veröffentlichte seine Ergebnisse in einem Aufsatz, der am 6. Januar 1939 in der Zeitschrift Naturwissenschaften erschien. Ein weiterer Aufsatz Hahns, in dem er auf die Möglichkeit der Energiegewinnung mit Hilfe einer Kettenreaktion hinwies, folgte am 10. Februar 1939.
Im Januar 1939 gelang Meitner und Frisch eine erste kernphysikalische Deutung der Resultate. Tatsächlich waren die Uranatome in kleinere Bestandteile „zerplatzt“, wie es Otto Hahn anfangs formuliert hatte. Sie reichten am 16. Januar 1939 eine kurze Notiz bei der Zeitschrift Nature ein, die am 11. Februar 1939 erschien. Frisch informierte den dänischen Quantenphysiker Niels Bohr, der Hahns Entdeckung bereits am 26. Januar 1939 auf der fünften Konferenz für Theoretische Physik in Washington, D.C. bekannt machte. Mehrere US-amerikanische Physiker konnten Hahns Ergebnisse unmittelbar darauf wiederholen. Verschiedene US-amerikanische Tageszeitungen berichteten daraufhin über deren Resultate.
Auch der französische Physiker Frédéric Joliot-Curie konnte Hahns Experimente im März 1939 am Collège de France in Paris wiederholen. Er fand heraus, dass bei jeder Uranspaltung zwei bis drei Neutronen freigesetzt werden, wodurch die Möglichkeit einer Kettenreaktion gegeben ist, indem diese neuen Neutronen weitere Urankerne spalten. Und veröffentlichte das Ergebnis in Nature. Da die Spaltung eines Urankerns eine relativ große Energie freisetzt (siehe oben), war damit seit dem Frühjahr 1939 die prinzipielle Möglichkeit einer technischen Nutzung der Kernspaltung als Energiequelle oder auch als Waffe bei den Physikern der westlichen Welt bekannt.

## Gründung des Uranvereins

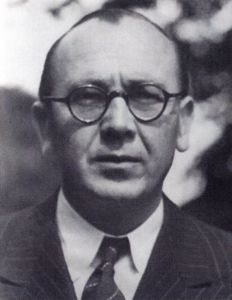
Kurt Diebner

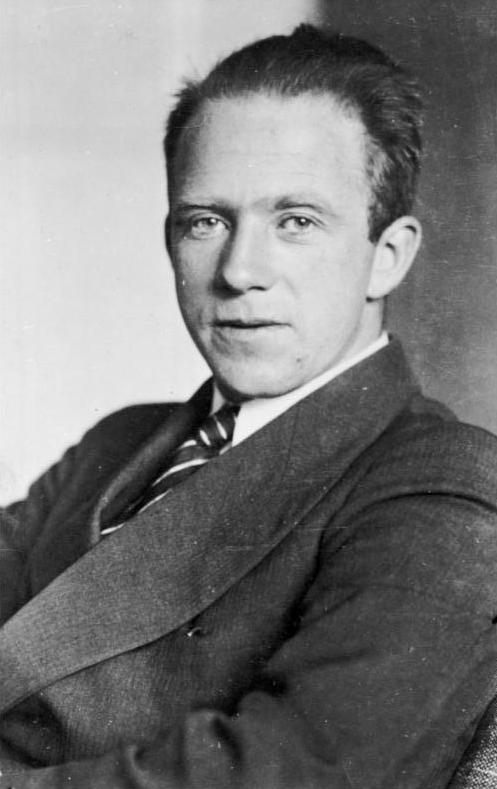
Werner Heisenberg, 1933

Im April 1939 trug der Göttinger Physiker Wilhelm Hanle in einem Kolloquiumsvortrag über die friedliche Nutzung der Kernspaltung in einer „Uranmaschine“, also einem Kernreaktor, vor. Sein Kollege Georg Joos hörte diesen Vortrag und berichtete am 22. April 1939 im Reichserziehungsministerium zusammen mit Hanle über die technischen, aber auch die militärischen Möglichkeiten der Kernspaltung. Das Ministerium reagierte schnell, bereits am 29. April 1939 wurde unter der Leitung von Abraham Esau, dem damaligen Präsidenten der Physikalisch-Technischen Reichsanstalt, eine Expertenkonferenz im Reichserziehungsministerium in Berlin einberufen. Neben Hanle und Joos waren die Teilnehmer an der Konferenz die Physiker Walther Bothe, Robert Döpel, Hans Geiger, Wolfgang Gentner und Gerhard Hoffmann. Hahn fehlte auf dieser Sitzung, er wurde sogar wegen der Veröffentlichung seiner entscheidenden Entdeckung in Abwesenheit gerügt. Die versammelten Physiker fassten auf dieser Konferenz die folgenden Beschlüsse:
- die Herstellung eines Kernreaktors (genannt „Uranbrenner“),
- die Sicherstellung aller Uran-Vorräte in Deutschland und
- die Zusammenführung der führenden deutschen Kernphysiker zu einer Forschungsgruppe.

Diese Gruppe wurde formal „Arbeitsgemeinschaft für Kernphysik“ genannt, informell war sie als erster „Uranverein“ bekannt. Die Forschungen sollten vor allem an der Physikalisch-Technischen Reichsanstalt in Berlin und an der Universität Göttingen vorangetrieben werden.
Gleichzeitig bereitete aber auch das Oberkommando des Heeres ein entsprechendes Forschungsvorhaben vor. Der Hamburger Physikochemiker Paul Harteck und sein Assistent Wilhelm Groth hatten am 24. April 1939 dem Reichswehrministerium geschrieben, dass die neuesten Entwicklungen aus der Kernphysik einen Sprengstoff ermöglichen könnten, der die Wirkung konventioneller Sprengstoffe um ein Vielfaches übertreffen würde. Dieser Brief landete letztendlich bei Kurt Diebner, dem Fachmann des Heeres für Sprengstoffe und Kernphysik. Dieser forderte umgehend Mittel beim Heer an, um in Kummersdorf südlich Berlins ein Versuchslabor einrichten zu können. Diebner wurde daraufhin zum Leiter einer neu eingerichteten Kernforschungsabteilung im Heereswaffenamt ernannt. Gleichzeitig befahl die Heeresleitung der Physikalisch-Technischen Reichsanstalt, ihre Uranforschungsversuche unverzüglich einzustellen. Fortan galten alle Äußerungen zu Uranreaktoren und Uranwaffen als geheim.
Im September 1939, also gleich nach Kriegsbeginn, wurden Deutschlands führende Kernphysiker nach Berlin in das Kaiser-Wilhelm-Institut für Physik zitiert. Diebner entwarf zusammen mit dem Kernphysiker Erich Bagge am 20. September 1939 ein Programm mit Titel „Vorbereitender Arbeitsplan zur Aufnahme von Versuchen für die Nutzbarmachung der Kernspaltung“, das die Forschungsarbeiten koordinieren sollte. Das Ziel des Programms war die Erreichung einer kontrollierten Kettenreaktion in einem Uranbrenner. Nur wenige Physiker folgten dem Ruf nach Berlin, alle erklärten sich aber bereit, an dem Projekt mitzuarbeiten. Unter denjenigen, die nach Berlin zogen, waren Carl Friedrich von Weizsäcker und Karl Wirtz. Neben ihrem Forscherdrang war ihren eigenen Aussagen zufolge die Befreiung vom Wehrdienst der Grund für den Umzug.
Dem damaligen Direktor des Kaiser-Wilhelm-Instituts, dem holländischen Physiker Peter Debye, wurde nahegelegt, die deutsche Staatsbürgerschaft anzunehmen oder abzudanken. Debye weigerte sich jedoch und kehrte nach einem Aufenthalt in den Vereinigten Staaten im Januar 1940 nicht mehr nach Deutschland zurück. Als seinen Nachfolger schlug das Heereswaffenamt Diebner vor, was jedoch von der Kaiser-Wilhelm-Gesellschaft abgelehnt wurde. Diebner wurde daraufhin für die Dauer der Abwesenheit Debyes als kommissarischer Leiter eingesetzt. Zusätzlich wurde aber der theoretische Physiker und Nobelpreisträger Werner Heisenberg als Berater in das Institut geholt. Einige Zeit später, am 1. Oktober 1942, wurde Heisenberg zum neuen Leiter des Instituts ernannt.
Die Ergebnisse der Forschungen wurden in den Kernphysikalischen Forschungsberichten veröffentlicht, einer internen Publikationsreihe, die als streng geheim klassifiziert war. Die Forschungsberichte hatten eine stark begrenzte Verteilung, nicht einmal den Autoren selbst war es erlaubt, Kopien zu behalten. Die plötzliche Verringerung der Publikationstätigkeit in öffentlich zugänglichen Quellen blieb Fachkollegen im Ausland nicht verborgen und so lag schon 1939 der Schluss nahe, dass es in Deutschland ein – entsprechend geheim gehaltenes – Projekt zur Nutzbarmachung der Kernspaltung gab.

## Auswahl der Moderatorsubstanz
In einem Bericht an das Heereswaffenamt vom 6. Dezember 1939 beschrieb Heisenberg die Möglichkeit der technischen Energiegewinnung mit Hilfe der Uranspaltung genauer. Er zeigte, dass man dabei Natururan benutzen könne, wenn man mit einer weiteren Substanz (dem Moderator, damals Bremssubstanz genannt) die bei der Spaltung freigesetzten schnellen Neutronen verlangsamt, aber nur wenig absorbiert. Zu diesem Zweck könne entweder schweres Wasser oder besonders reiner Kohlenstoff verwendet werden. An mehreren Forschungsinstituten wurden verschiedene Stoffe als Bremssubstanz für einen möglichen Uran-Reaktor untersucht. In Heidelberg prüfte Walter Bothe Graphit, während Heisenberg selbst die Werte für schweres Wasser berechnete.
Bothe kam zu dem Resultat, Graphit sei wegen zu hoher Neutronenabsorption nicht gut geeignet, sondern könne nur zur Not gerade eben noch verwendet werden. Seine Messergebnisse wurden später als falsch erkannt; er hatte Graphit verwendet, der mit den starken Neutronenabsorbern Bor und Cadmium verunreinigt war. Dagegen fand Heisenberg heraus, dass schweres Wasser eine noch bessere Wirkung hatte als ursprünglich angenommen. So fiel die Entscheidung zugunsten von schwerem Wasser aus.
Beim drei Jahre später gestarteten Manhattan-Projekt der USA wurde wegen der einfacheren Beschaffung von Anfang an Graphit in der Reaktorentwicklung verwendet (siehe Chicago Pile). Nach anfänglichen Misserfolgen wurde bald das Problem der Kontamination durch Neutronengifte erkannt, und anschließend besonders reiner Graphit verwendet.

## Materialbeschaffung
Für den Betrieb eines Uran-Reaktors waren mehrere Tonnen sowohl hochreinen Urans als auch sehr reinen schweren Wassers vonnöten. Beide Materialien waren in größeren Mengen zum damaligen Zeitpunkt nur schwer zu beschaffen.

### Uran

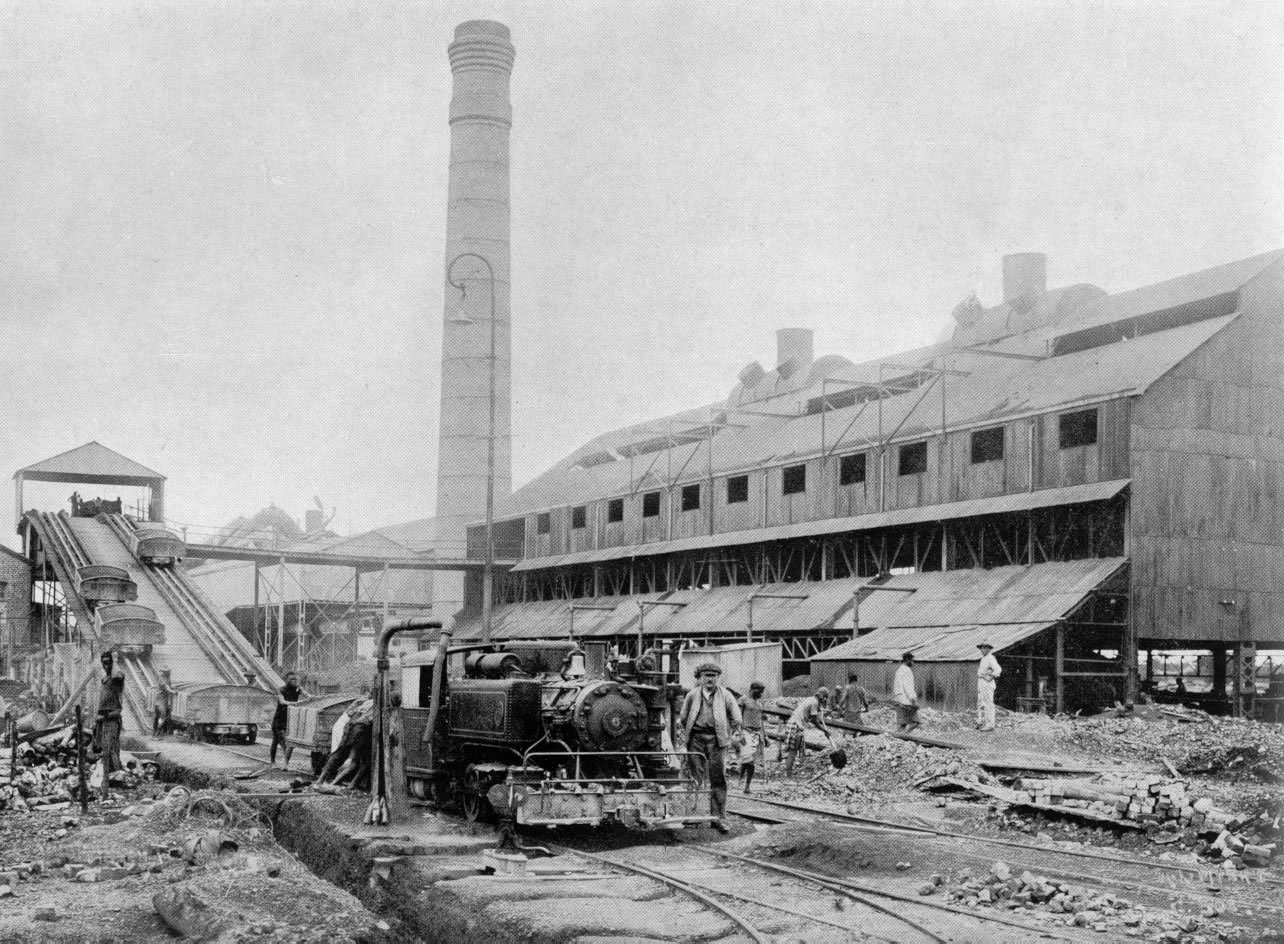
Uranfabrik in Katanga, Belgisch-Kongo, 1917

Das Heereswaffenamt forderte zunächst die Auslieferung der gesamten Uranvorräte der Physikalisch-Technischen Reichsanstalt. Dieser Forderung kam Esau nur unwillig nach, nachdem ihm ja das Forschungsgebiet bereits genommen worden war. Zudem wurde die Berliner Auergesellschaft beauftragt, mehrere Tonnen Uranoxid zu liefern. Das Uran stammte aus den Uranbergwerken in Sankt Joachimsthal, die nach der deutschen Annexion des Sudetenlandes 1938 durch die Auergesellschaft ausgebeutet wurden. Innerhalb weniger Wochen baute die Gesellschaft in Oranienburg einen Betrieb mit einer monatlichen Produktionskapazität von etwa einer Tonne Uranoxid auf. Die erste Lieferung an das Heereswaffenamt fand zu Beginn des Jahres 1940 statt. Zwar war Uran ursprünglich in Pechblende aus Johanngeorgenstadt entdeckt worden, doch spielte – anders als nach dem Krieg als die SDAG Wismut riesige Mengen Uran aus der deutschen Seite des Erzgebirges holte – der Abbau hier nur eine geringe Rolle, da auf böhmischer Seite ergiebigere Lagerstätten zu finden waren.
Ende Mai konnten im Zuge der Besetzung Belgiens ein Großteil der Uranvorräte der belgischen Firma Union Minière du Haut Katanga, die Uranerz aus Belgisch-Kongo importierte, sichergestellt werden. Auch die Amerikaner nutzten Uran aus dem Kongo.
Während der folgenden fünf Jahre schafften die deutschen Truppen 3.500 Tonnen Uran-Verbindungen aus Belgien in das Kaliwerk Friedrichshall bei Leopoldshall. Aus diesen Vorräten stillte die Auergesellschaft bis Kriegsende ihren weiteren Uran-Bedarf.

### Schweres Wasser

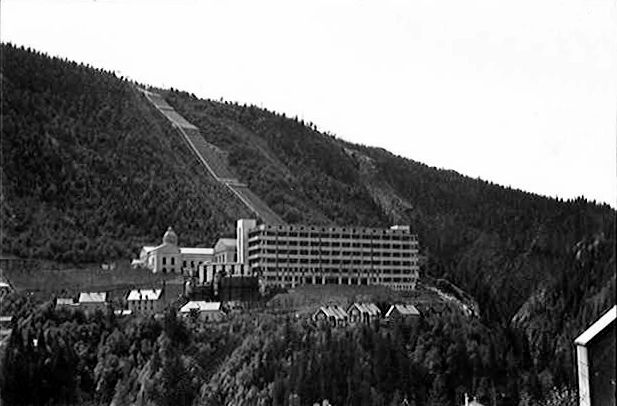
Chemie- und Wasserkraftwerk Vemork von Norsk Hydro bei Rjukan mit Schwerwasser-Produktionsanlage im Frontgebäude, 1935

Zu Kriegsbeginn produzierte nur die Norwegische Hydroelektrische Gesellschaft (Norsk Hydro) in einem Werk in Vemork bei Rjukan schweres Wasser in nennenswerten Mengen. Das Werk diente vor allem zur Produktion von Kunstdünger und lieferte schweres Wasser nur als Nebenprodukt. In den Jahren 1934 bis 1938 hatte das Werk gerade einmal 40 Kilogramm schweren Wassers hergestellt, Ende 1939 betrug die monatliche Produktion maximal zehn Kilogramm.
Da der Aufbau einer eigenen Schwerwasser-Produktion in Deutschland zu aufwändig schien, nahm eine Delegation der I.G. Farben mit Norsk Hydro Kontakt auf mit dem Ziel, den ganzen Vorrat von 185 Kilogramm schwerem Wasser zu erwerben. Der französische Geheimdienst kam jedoch den deutschen Unterhändlern zuvor und vereinbarte mit der Firmenleitung, das ganze schwere Wasser nach Paris zu Frédéric Joliot-Curie zu schaffen, der dort eigene Experimente zur Spaltung von Uran durchführte.
Im April 1940 besetzte das deutsche Heer Norwegen und marschierte am 3. Mai 1940 in Rjukan ein. Die einzige Schwerwasserfabrik der Welt fiel unbeschädigt in deutsche Hände, aber man stellte fest, dass der gesamte Vorrat an schwerem Wasser bereits abgegeben worden war. Dies war für die Heeresleitung nicht nur enttäuschend, sondern vor allem eine Warnung, dass die Alliierten ebenfalls an der Nutzung der Kernspaltung interessiert waren. In der Folge wurde die Schwerwasser-Produktion in Vemork auf 1.500 Kilogramm pro Jahr angehoben. Die Alliierten unternahmen in Folge zusammen mit Widerstandskämpfern eine Reihe militärischer Operationen, um die Produktion zu unterbinden.

## Erste Versuche

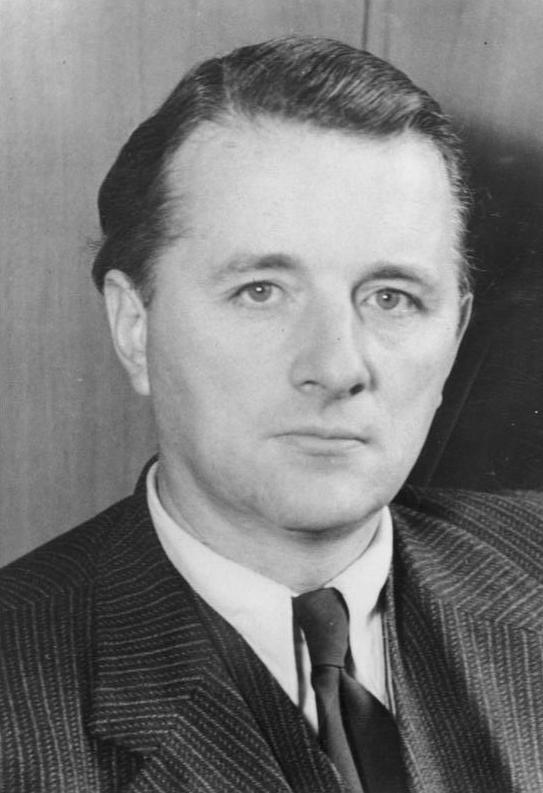
Paul Harteck, 1948

Anfang 1940 arbeitete neben Werner Heisenberg am Kaiser-Wilhelm-Institut in Berlin und Kurt Diebner in Kummersdorf auch Paul Harteck an der Universität Hamburg an einem Uranmeiler. Zu diesem Zeitpunkt waren die Uran- und Schwerwasservorräte in Deutschland noch stark begrenzt und ein Kampf um die Ressourcen begann zwischen den Institutionen. Als Heisenberg im April 1940 das Heereswaffenamt um 500 bis 1000 Kilogramm Uranoxid bat, schrieb Diebner ihm zurück, er solle sich mit Harteck einigen, der gerade selbst wegen 100 bis 300 Kilogramm angefragt hätte. Harteck wollte in einem Versuchsreaktor in seinem Institutskeller Uranoxid in festes Kohlendioxid (Trockeneis) betten, das er von den Leunawerken der I.G. Farben aus Merseburg erhalten sollte. Harteck war in Eile, denn der Kohlendioxidblock hielt nur gut eine Woche, und er bat Heisenberg, ihm das Uranoxid zu überlassen, bis er mit seinem Versuch fertig sei. Ende Mai trafen schließlich 50 Kilogramm Uranoxid in Hamburg ein, erheblich weniger, als Harteck sich erhofft hatte. Zusammen mit einer Zusatzlieferung der Auergesellschaft standen ihm insgesamt nur 185 Kilogramm Uranoxid zur Verfügung – viel zu wenig, um eine nukleare Kettenreaktion herbeizuführen.
Mitte Juni 1940 fiel Paris und kurze Zeit später trafen der Leiter der Forschungsabteilung des Heereswaffenamtes Erich Schumann und Kurt Diebner dort ein, um Joliot-Curie in seinem Labor im Collège de France aufzusuchen. Der französische Physiker war nicht wie seine Kollegen nach London geflohen, und Diebner konnte ihn zur Weiterarbeit an nichtmilitärischen Projekten bewegen. Er versprach ihm, sein halb fertig gebautes Zyklotron könne dann fertiggestellt werden. Im Juli begann eine Pariser Arbeitsgruppe unter der Leitung von Wolfgang Gentner mit den Arbeiten. Als Hochfrequenzspezialist wurde für eine Neukonstruktion des Senders der Physiker Hermann Dänzer hinzugezogen.
Parallel dazu wurde im Juli 1940 auf dem Gelände des Kaiser-Wilhelm-Instituts für Biologie in Berlin-Dahlem ein Labor eingerichtet, in dem Deutschlands erster Uran-Reaktor stehen sollte. Um unerwünschte Besucher fernzuhalten, bekam der Bau den abschreckenden Decknamen „Virus-Haus“. Im Herbst 1940 war der Bau fertiggestellt und kurz darauf begannen die Berliner Forscher mit dem Bau des Kernreaktors.
Es gibt eine nachträglich, vermutlich um 1950, von Heisenberg und Wirtz geschriebene zusammenfassende Darstellung aller Reaktorversuche des Uranprojekts.

## Wege zur Atombombe

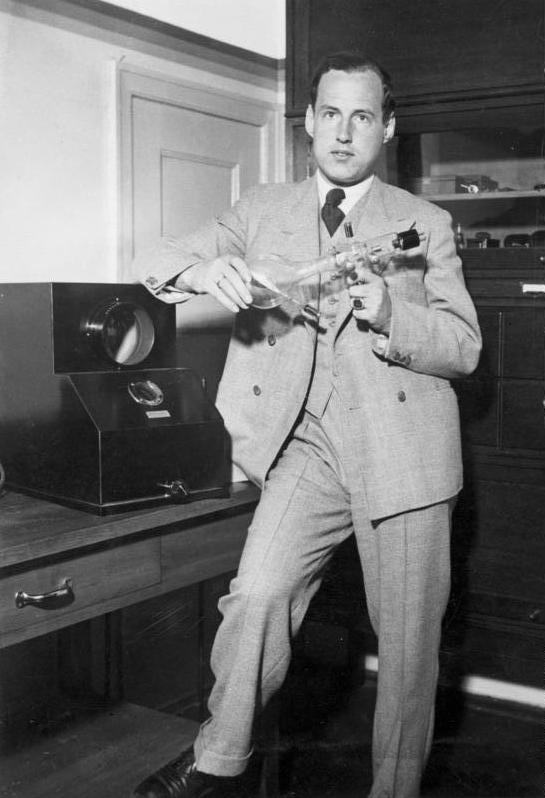
Manfred von Ardenne, 1933

Grundsätzlich war den deutschen Physikern klar, dass die Kernspaltung auch den Bau einer Atombombe, von den Wissenschaftlern „Uranbombe“ genannt, ermöglichte, allerdings nicht mit Natururan. Inwiefern sie sich aber ernsthaft in die Lage versetzt sahen, eine Atombombe real zu konstruieren, ist umstritten.

### Uran-235
Eine Möglichkeit wäre es gewesen, den Anteil des spaltbaren Uranisotops 235U, das in natürlichem Uran nur zu 0,7 % vorhanden ist, entsprechend stark zu erhöhen. Arbeiten dazu wurden von Wilhelm Walcher in Kiel und der Gruppe Josef Mattauch am Kaiser-Wilhelm-Institut für Chemie durchgeführt. Einen Vorschlag zu einer effizienten Uran-Anreicherung hatte 1942 der Physiker Heinz Ewald vom Kaiser-Wilhelm-Institut für Chemie unterbreitet. Er schlug eine „Atomumwandlungsanlage“ vor, eine Art Massenspektrometer, in dem ionisierte Uranatome in einem elektrischen Feld beschleunigt und anschließend in einem ringförmigen magnetischen Feld anhand der Unterschiede der Atommassen getrennt werden (siehe Abb. 97 in), also auf die gleiche Art wie in den amerikanischen Calutrons.
Manfred von Ardenne, der in Berlin-Lichterfelde das Forschungslaboratorium für Elektronenphysik leitete, griff die Idee auf und baute einen Prototyp. Er wurde bei diesem Vorhaben von Reichspostminister Wilhelm Ohnesorge unterstützt. Diese Trennanlage ähnelt dem Zyklotron, das mit den Mitteln der Reichspost schließlich 1943 bei Miersdorf fertiggestellt wurde. Auf dem Gelände eines Luftwaffenstützpunktes bei Bad Saarow wurde ein Ringbunker gefunden, der der Zyklotron-Halle in Miersdorf entspricht. Ob diese Anlage eine großtechnische Ausführung des Isotopenseparators enthielt, kann nur vermutet werden. Es kam aber in Deutschland nie zur Isotopentrennung von Uran in größerem Stil, wie in USA mit den Hunderten von Calutrons im Rahmen des Manhattan-Projektes.

### Plutonium-239
Ebenfalls aus dem Forschungsinstitut von Ardenne kam durch den Physiker Friedrich Georg Houtermans der Vorschlag, in einem Uranbrenner aus dem wesentlich häufigeren Uranisotop 238U das ebenfalls leicht spaltbare Plutoniumisotop 239Pu zu erbrüten. Er fasste seine Theorien in einem geheimen Forschungsbericht „Zur Frage der Auslösung von Kern-Kettenreaktionen“ zusammen. Dieser Bericht war zwar staatlichen Stellen und einigen im Uranverein organisierten Physikern zugänglich, er wurde aber nicht weiter beachtet. Carl Friedrich von Weizsäcker berichtete an das Heereswaffenamt von der Möglichkeit, 239Pu könne „zum Bau sehr kleiner Maschinen“, „als Sprengstoff“ und „zur Umwandlung anderer Elemente“ genutzt werden. Vom Frühjahr 1941 ist ein Patententwurf Weizsäckers bekannt. Er beinhaltet neben Ansprüchen auf Kernreaktoren ein „Verfahren zur explosiven Erzeugung von Energie und Neutronen“, das „in solcher Menge an einen Ort gebracht wird, z. B. in einer Bombe“. Dieser Entwurf hatte jedoch keinen Bestand und wurde innerhalb der Uranverein-Arbeitsgruppe am Kaiser-Wilhelm-Institut überarbeitet und ausgeweitet. Die erweiterte Liste der Patentansprüche zu einer „Uranmaschine“ vom August 1941 gibt keinen Hinweis mehr auf eine Bombe.

### Gewissenskrise

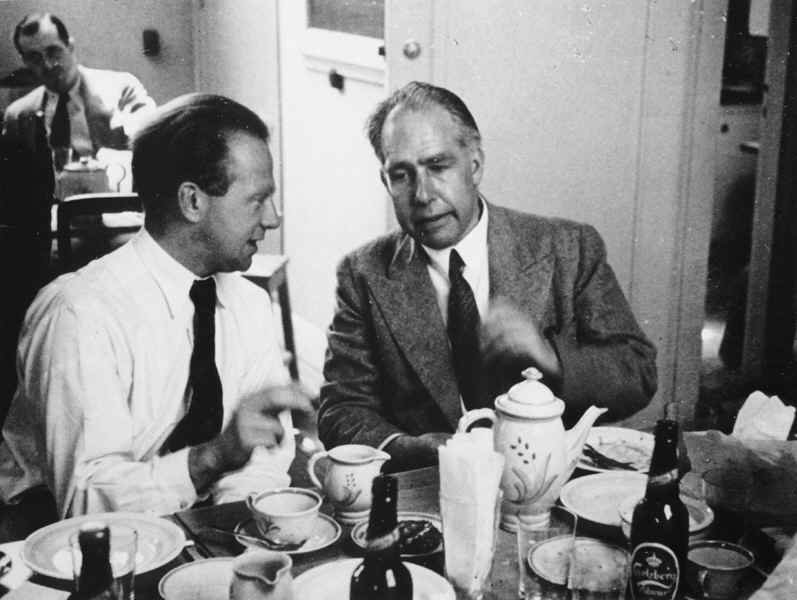
Werner Heisenberg (links) im Gespräch mit Niels Bohr

Die Diskussion über die Vorschläge zur Entwicklung einer Uranbombe kam nur schleppend voran. Bei einigen führenden deutschen Forschern zeigten sich jetzt Skrupel, inwieweit sie sich überhaupt im Uranprojekt engagieren sollten. In der Woche vom 15. zum 21. September 1941 besuchte Werner Heisenberg auf Vorschlag und Vermittlung von Carl Friedrich von Weizsäcker seinen früheren Mentor Niels Bohr in Kopenhagen. Über Intention der Reise und Verlauf des Gesprächs gibt es unterschiedliche Aussagen. Das Gespräch verlief jedenfalls für beide Seiten unerfreulich. Nach einer 1967 vom Spiegel verbreiteten Version fragte Heisenberg Bohr, ob ein Physiker das sittliche Recht habe, in Kriegszeiten an einer Atombombe zu arbeiten. Bohr antwortete mit der Gegenfrage, ob denn eine militärische Nutzung der Kernspaltung nach Heisenbergs Ansicht überhaupt möglich sei. Heisenberg erwiderte, er habe die Möglichkeit erkannt. Er machte den Vorschlag, dass sich alle Wissenschaftler der Welt verständigen könnten, sich der Arbeit an einer Atombombe zu enthalten. Zu Heisenbergs Bestürzung antwortete Bohr, dass die militärische Forschung durch Physiker unvermeidlich und korrekt sei. Offenbar befürchtete Bohr, Deutschland stehe an der Schwelle zum Bau einer Atombombe, und argwöhnte, dass Heisenberg mit seinem Vorschlag nur den amerikanischen Vorsprung in der Kernphysik bremsen wolle. Heisenberg auf der anderen Seite fühlte sich von Bohr im Stich gelassen und musste unverrichteter Dinge nach Deutschland zurückkehren.
Das Theaterstück Kopenhagen von Michael Frayn hat dieses Treffen zum Inhalt.

## Weitere Reaktorversuche
Ende 1941 geriet die deutsche Kriegswirtschaft nach dem nun sehr belastenden Russlandfeldzug unter Druck. Das Uranprojekt versprach nicht, in absehbarer Zeit zu einer Anwendung zu kommen. Daher beschloss das Heereswaffenamt, das Projekt aus der Kontrolle des Heeres zu entlassen und es dem Reichsforschungsrat unter Aufsicht des Reichserziehungsministeriums zu übergeben. Der Reichsforschungsrat gab das Forschungsprojekt an seine Fachsparte Physik weiter und so landete das Uranprojekt zur Jahreswende 1941/42 wieder bei Abraham Esau, dem es bei Kriegsbeginn entzogen worden war. Ein Jahr später wurde Esau sogar zum „Bevollmächtigten für Kernphysik“ ernannt und er konnte von da an sämtliche physikalischen Forschergruppen kontrollieren. Die deutschen Forschungen zum Bau eines Kernreaktors waren bis dahin jedoch kaum vorangekommen. Der Engpass des Vorhabens war weiterhin der Mangel an schwerem Wasser sowie an hochangereichertem Uran, von dem auch nur eine geringe Menge hatte gewonnen werden können.
Da die bislang hergestellten Materialien nicht ausreichten und zudem die Anlagen im Ausland für Angriffe verletzbar waren, versuchte man deren Produktion auch in Deutschland anzukurbeln. Mit den Leunawerken wurde der Bau einer Schwerwasseranlage in Merseburg vereinbart. Im Gegenzug sollte Leuna über den aktuellen Forschungsstand zur Energiegewinnung aus Uran informiert werden. Die Degussa in Frankfurt sollte fortan das Uranmetall beschaffen. Die ersten Uranlieferungen gingen an die physikalischen Universitätsinstitute in Leipzig, damit dort endlich der erste Uranbrenner der Welt in Gang gesetzt werden konnte. Er wurde von Werner Heisenberg, dem Theoretiker, entworfen und zusammen mit dem Experimentalphysiker Robert Döpel realisiert.
Im Sommer 1942 gelang Robert Döpel der Nachweis einer Neutronenvermehrung in einer kugelförmigen Schichtanordnung von Uranpulver und schwerem Wasser (Versuch L IV), noch vor dem Team von Enrico Fermi in Chicago. Die Demonstration der Neutronenvermehrung gelang in den USA Ende Juli 1942 Enrico Fermi, der mit seinem Kernreaktor-Team die Deutschen bald überholte. Fermi, der eine „einmalige Doppelbegabung für theoretische und experimentelle Arbeiten“ besaß, hatte schon seit dem Frühjahr 1939 an dem Problem gearbeitet. Er sprach damals mit Heisenberg bei dessen letztem USA-Besuch vor dem heraufziehenden Krieg über die Gefahren, die beiden bewusst waren.
Am 4. Juni 1942 wurde Heisenberg zusammen mit den leitenden Wissenschaftlern des Uranprojekts zu einer Geheimsitzung nach Berlin berufen, um Albert Speer, dem neuen Reichsminister für Bewaffnung und Munition, Bericht zu erstatten und ihm Entscheidungsgrundlagen für die Zukunft der deutschen Uranforschung zu liefern. Auf die Frage, wie groß denn eine Uranbombe wäre, deren Wirkung genügen würde, um eine große Stadt zu zerstören, antwortete Heisenberg: „So groß wie eine Ananas“ und bezog sich dabei vermutlich nur auf die eigentliche Sprengladung. Die Heeresleitung war beeindruckt, bekam aber auch Zweifel. Heisenberg betonte, dass sich eine solche Bombe nicht innerhalb weniger Monate entwickeln ließe und ihre Herstellung derzeit wirtschaftlich unmöglich sei. Der Bau eines Kernreaktors wäre dagegen von großer wirtschaftlicher und militärischer Bedeutung insbesondere für die Zeit nach dem Krieg. Das Uranprojekt wurde daraufhin zwar nicht eingestellt, aber auch nicht besonders weitergefördert. Immerhin genehmigte Speer den Bau eines Bunkers auf dem Gelände des Kaiser-Wilhelm-Instituts für Physik in Berlin, in dem der erste große deutsche Uranmeiler aufgebaut werden sollte.
Drei Wochen später ereignete sich im Leipziger Forschungsreaktor der erste atomare Zwischenfall der Geschichte. Für die „Uranmaschine“ waren 750 Kilogramm Uranpulver und 140 Kilogramm schweres Wasser in zwei fest miteinander verschraubte Halbkugeln aus Aluminium gefüllt und diese in einem Wassertank versenkt worden. Das Experiment schien erfolgreich zu verlaufen, denn es wurden mehr Neutronen erzeugt als verbraucht, was vorangegangene Experimente endgültig bestätigte. Monatelang hing die Kugel so im Wasserbehälter, bis aus ihr am 23. Juni 1942 plötzlich Wasserstoffblasen entwichen. Die Kugel erwärmte sich in der Folge, sie wurde aus dem Behälter herausgenommen, aber nach einem erfolglosen Öffnungsversuch schnell wieder im Wassercontainer versenkt. Die Kugel erhitzte sich weiter, bis gegen Abend das Wasser zu brodeln begann. Wenig später explodierte die Kugel und setzte den Raum mit brennendem Uran in Brand, ohne dass die anwesenden Personen (darunter Heisenberg und das Ehepaar Döpel) zu Schaden kamen. Erste Löschversuche Döpels blieben weitgehend erfolglos. Die Feuerwehr konnte unter seiner Anleitung letztlich den Brand löschen, aber vom Spaltmaterial war nur mehr eine Menge Uranoxidschlamm übrig. Es hatte keine nukleare Kettenreaktion stattgefunden, sondern Wasser war in die Uranschicht gesickert und es hatte sich Wasserstoff und zusammen mit Luftsauerstoff Knallgas gebildet, das mit dem Uran verpuffte. Diese Havarie war die erste in einer langen Reihe von Störfällen in kerntechnischen Anlagen, bei denen sich aus Wasserdampf und überhitztem Metall (hier Uranpulver) oder Graphit (wie in Tschernobyl) mit Luft ebenfalls explosive Gase (Knallgas oder Wassergas) bildeten und entzündeten.
Um beim Uranprojekt ähnliche Vorfälle auszuschließen, wurde beschlossen, bei zukünftigen Versuchen Uran nur mehr in fester Form von Guss-Uran zu verwenden. Heisenberg errechnete, dass etwa zehn Tonnen Guss-Uran und etwa fünf Tonnen schweres Wasser nötig wären, um die erste kritische Kettenreaktion möglich zu machen. Während Heisenberg in Berlin-Dahlem mit Uranplatten experimentierte, setzte Diebner in Kummersdorf auf Uranwürfel. Die beiden Arbeitsgruppen kooperierten jedoch nicht, sondern arbeiteten gegeneinander. Als Diebner mit Uranwürfeln in gefrorenem Schwerwasser unerwartet gute Ergebnisse erzielte, versagte ihm Heisenberg die Anerkennung und bestand weiter auf der – für Berechnungen günstigeren – Verwendung von Uranplatten in flüssigem Schwerwasser.

## Angriffe der Alliierten auf die Versorgung

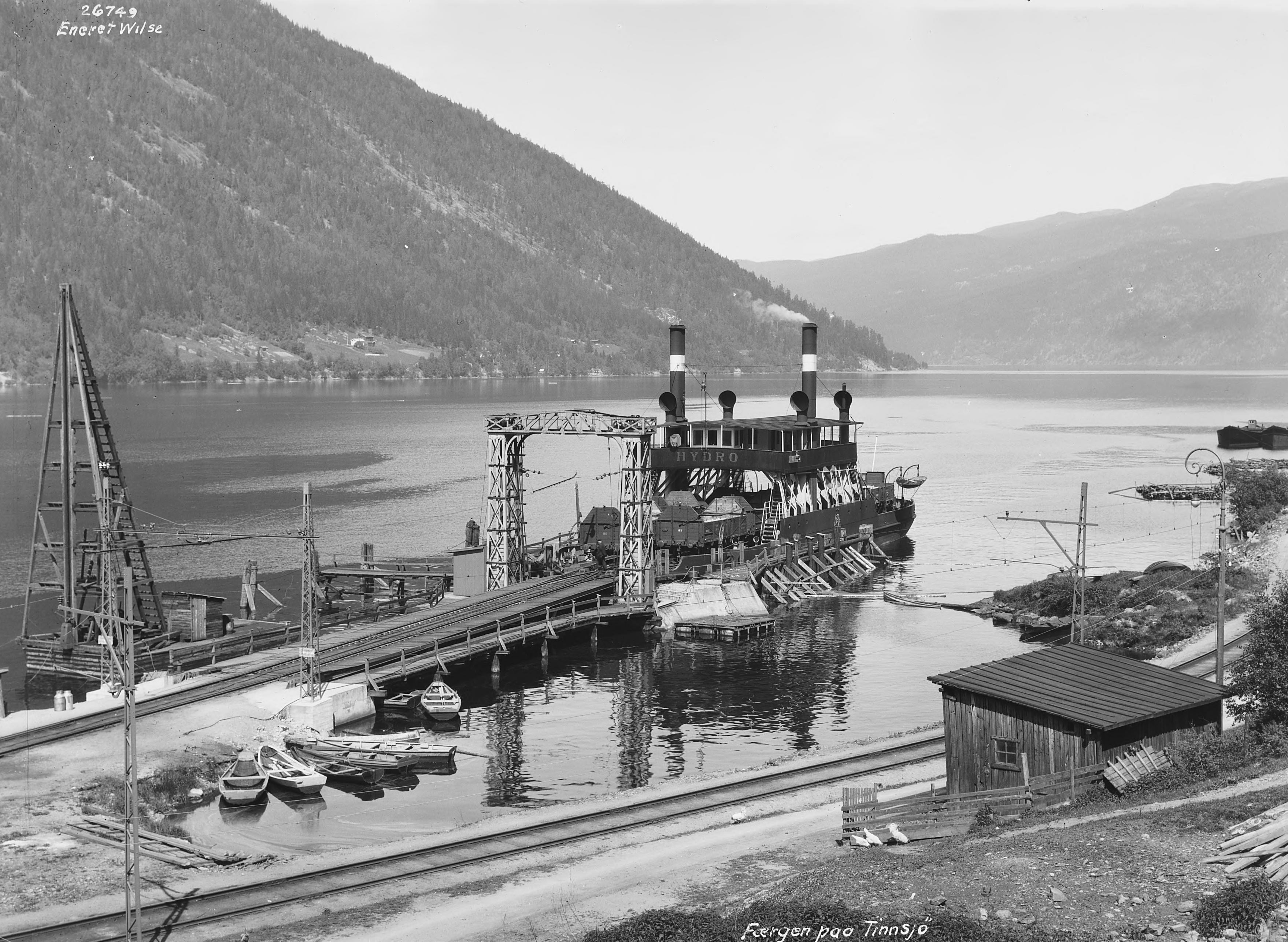
Die Fähre „Hydro“, 1925

In der Zwischenzeit hatten die Alliierten Verdacht geschöpft, dass die deutschen Forscher intensiv an einer Uranbombe arbeiteten. In der Nacht vom 27. auf den 28. Februar 1943 gelang es im Rahmen der norwegischen Schwerwasser-Sabotage bei der Operation Gunnerside acht norwegischen Widerstandskämpfern, in das Schwerwasserwerk von Norsk Hydro einzudringen und 18 Elektrolyse-Zellen, mit denen das schwere Wasser separiert wurde, durch Sprengsätze zu zerstören. Zudem wurde eine halbe Tonne bereits produzierten schweren Wassers vernichtet. Bis zum April 1943 konnten die Schäden durch die Deutschen zwar einigermaßen behoben werden, dennoch war dem Uranprojekt ein schwerer Schlag versetzt worden.
Am 16. November 1943 wurde die Schwerwasserfabrik von Norsk Hydro endgültig durch britische Bomberverbände zerstört. Die Schwerwasser-Konzentrierungsanlage im Keller blieb zwar unversehrt, das Kraftwerk war jedoch getroffen worden, wodurch die gesamte Fabrik nicht mehr arbeiten konnte. Die Deutschen versuchten daher, das restliche, teilweise konzentrierte schwere Wasser per Zug zur Weiterverarbeitung in die mittlerweile fast fertiggestellte Anlage der Leunawerke in Deutschland zu verfrachten. Um Rjukan zu verlassen, musste der Transport mit der Eisenbahnfähre „Hydro“ den See Tinnsjå überqueren. Die Alliierten erfuhren von den Plänen der Deutschen und die Fähre wurde am 20. Februar 1944 von norwegischen Widerstandskämpfern versenkt. Einige der nur zum Teil gefüllten Schwerwasser-Fässer wurden von den Deutschen gerettet, aber der Großteil sank auf den Grund des Sees.
Wenig später zerstörte ein britischer Luftangriff auf Frankfurt am Main die Degussa-Werke und deren Uran-Produktionsanlagen. Im August 1944 wurden auch die Leunawerke getroffen und die I.G. Farben zeigte in der Folge kein weiteres Interesse an der Produktion von schwerem Wasser. Damit war zum Sommer 1944 die gesamte deutsche Uran- und Schwerwasserproduktion zum Erliegen gekommen. Insgesamt verfügten die deutschen Physiker gegen Ende des Krieges über höchstens 2,5 Tonnen schweren Wassers, und es war fraglich, ob diese Menge für den Betrieb eines Uranmeilers ausreichen würde.

## Verlagerung der Forschungen nach Süddeutschland
Am 23. Oktober 1943 wurde Walther Gerlach zum Leiter der Fachsparte Physik im Reichsforschungsrat ernannt und damit Leiter des Uranprojekts. Zum Jahreswechsel übernahm Gerlach auch den Posten als Bevollmächtigter für Kernphysik von Esau, der sich bei der Leitung der Kaiser-Wilhelm-Gesellschaft und bei Albert Speer unbeliebt gemacht hatte. In der Folgezeit versagte Gerlach die ihm verfügbaren Gelder den Forschungsprojekten mit militärischen Anwendungsbereichen, wie dem Uranprojekt oder den mittlerweile einsetzbaren Teilchenbeschleunigern, und setzte sie stattdessen vor allem für Projekte der Grundlagenforschung ein. Andererseits verhinderte er, dass die deutschen Physiker zum Wehrdienst eingezogen wurden.
Als die britische Luftwaffe im Spätherbst 1943 mit ihren Angriffen auf Berlin begann, wurden Teile des Kaiser-Wilhelm-Instituts für Physik nach Hechingen in Südwestdeutschland ausgelagert. Wenig später zog das Kaiser-Wilhelm-Institut für Chemie unter Otto Hahn in die Nähe nach Tailfingen. Auch die anderen Arbeitsgruppen des Uranprojekts zogen in andere Teile Deutschlands. Diebner verlegte sein Versuchslabor nach Stadtilm in Thüringen, Harteck und Groth zogen mit ihrer neuen Ultrazentrifuge erst nach Freiburg, dann nach Celle.

## Letzte Versuche

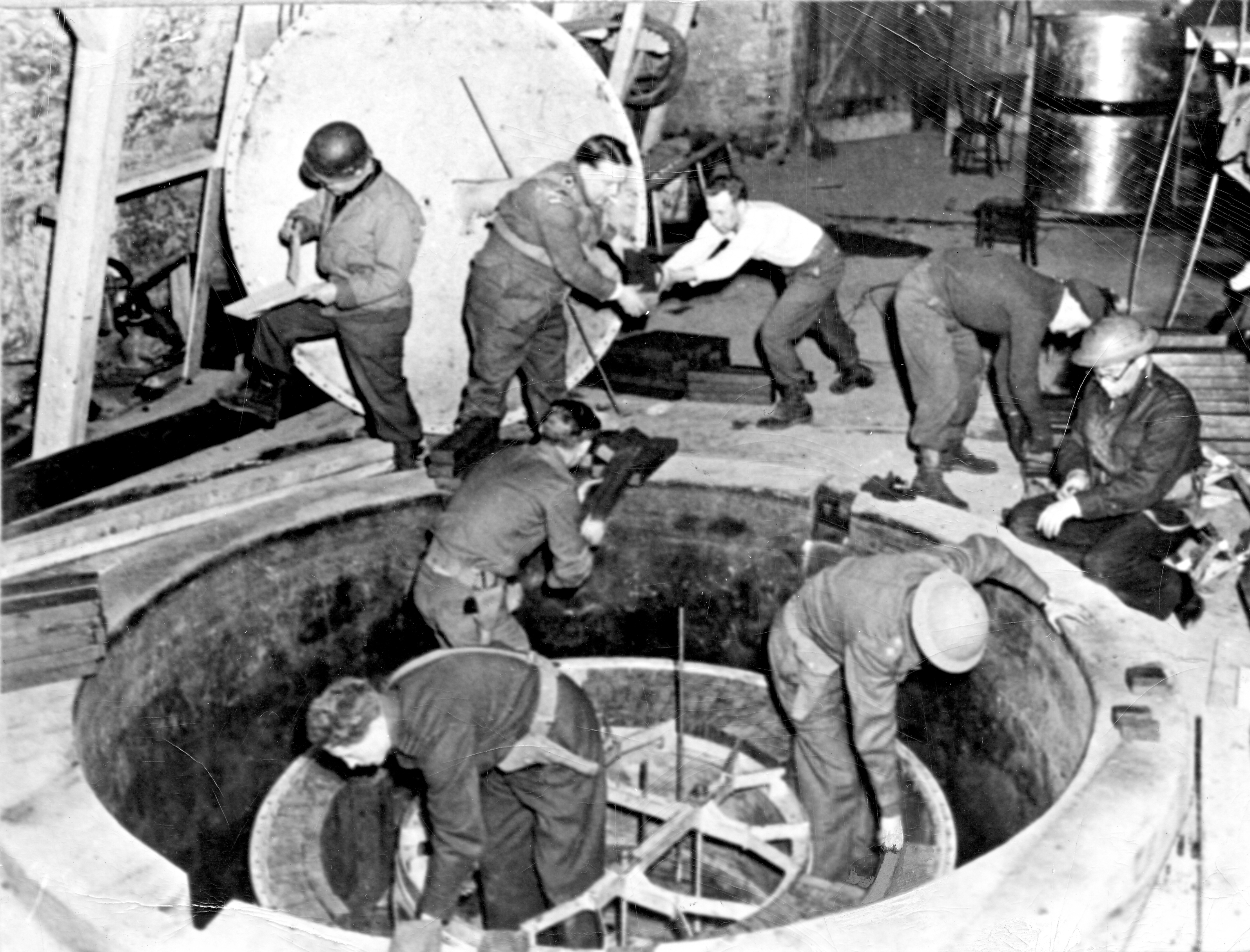
Abbau des Forschungsreaktors Haigerloch 1945

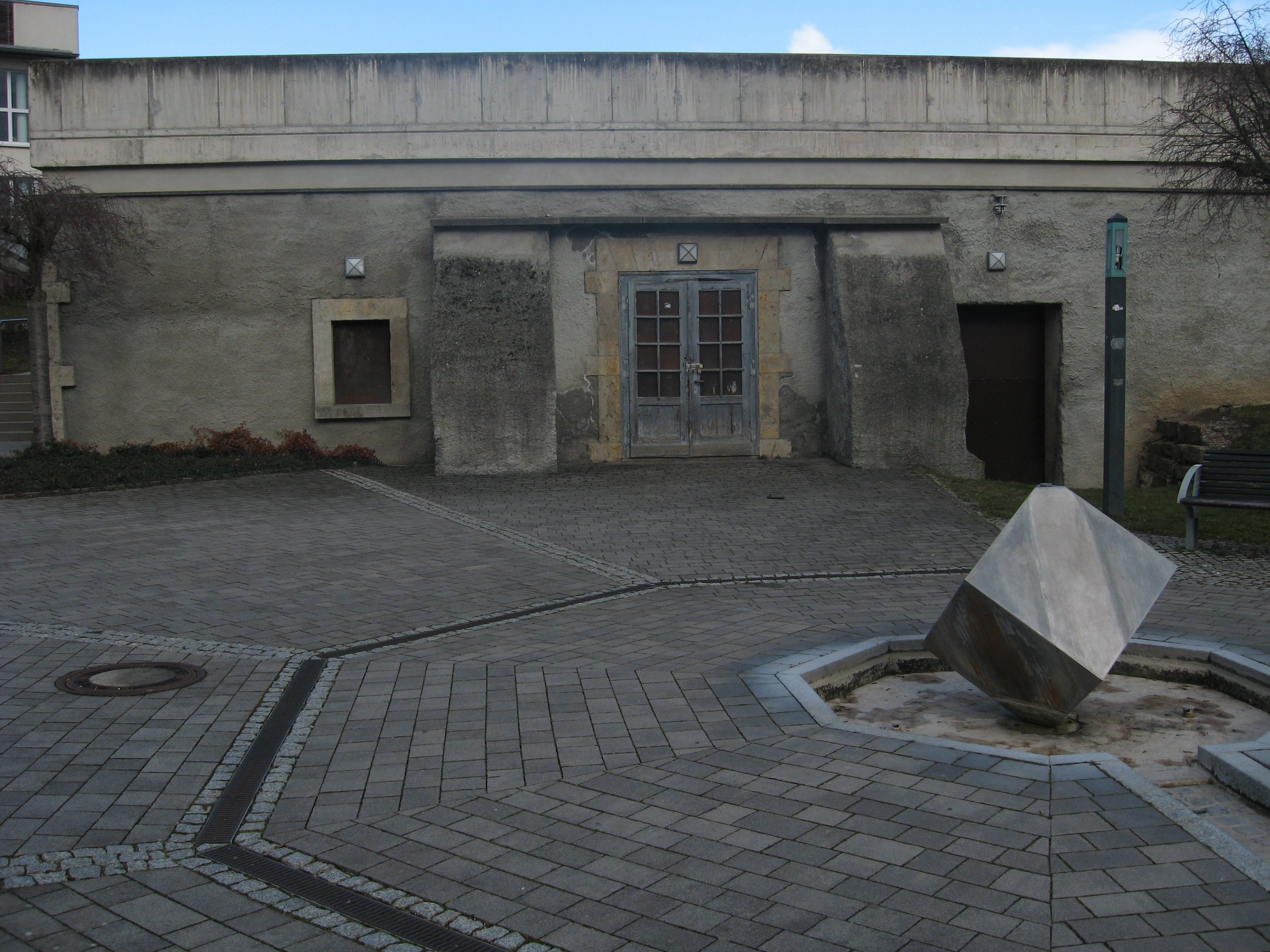
Sogenannter Atomkeller in Stadtilm, hinter dem Rathaus

Einige Physiker, unter ihnen Heisenberg, Bothe und Wirtz, blieben jedoch zunächst in Berlin und bereiteten die Errichtung des großen Uranreaktors im nahezu fertiggestellten Bunker vor. Gegen Ende 1944 konnte Wirtz den Uranmeiler mit 1,25 Tonnen Uran und 1,5 Tonnen schwerem Wasser bestücken. Dieser Versuch zeigte eine deutliche Vermehrung der aus einer radioaktiven Neutronenquelle zugeführten Neutronen. Wirtz bereitete einen größeren Versuch vor. Nachdem die Rote Armee am 30. Januar 1945 bei Kienitz die Oder überquert hatte, unmittelbar darauf einen Brückenkopf errichtete und ihr Vorstoß auf Berlin absehbar war, gab Gerlach die Anweisung, Berlin zu verlassen. Das Uran und das schwere Wasser wurden zu Diebner nach Stadtilm verfrachtet, die Physiker flohen nach Hechingen.
Der letzte einer langen Reihe von Versuchen sollte in einem Felsenkeller in Haigerloch bei Hechingen (Hohenzollern) durchgeführt werden. Die Materialien wurden daraufhin mit Lastwagen von Stadtilm nach Haigerloch geschafft. Ende Februar 1945 konnte der Forschungsreaktor Haigerloch mit 1,5 Tonnen Uran und der gleichen Menge an schwerem Wasser in Betrieb genommen werden. Die Materialien reichten jedoch nicht aus, um den Reaktor kritisch werden zu lassen. Heisenberg versuchte noch, die letzten Vorräte an Uran und schwerem Wasser aus Stadtilm zu besorgen, doch die Lieferung kam nicht mehr an.
Die USA hegten schon lange die Befürchtung, dass die Deutschen an einer Uranbombe arbeiteten, und hatten 1943 die militärische Alsos-Mission aufgestellt. Deren Ziel war es, den Stand des deutschen Uranprojekts zu erkunden, die Forschungen zu unterbinden und der Physiker habhaft zu werden. Am 23. April 1945 erreichte schließlich die Alsos-Mission Haigerloch. Der Reaktor wurde zerstört und alle Materialien sowie die Forschungsberichte beschlagnahmt und zur Analyse in die USA geschafft. Die deutschen Wissenschaftler des Uranprojekts wurden verhaftet. Bagge, von Weizsäcker und Wirtz wurden in Hechingen gefasst, Heisenberg in seiner Heimat Urfeld, Gerlach und Diebner in München und Harteck in Hamburg. Zudem wurden in Tailfingen Otto Hahn, Horst Korsching und Max von Laue aufgegriffen.

## Internierung in Farm Hall

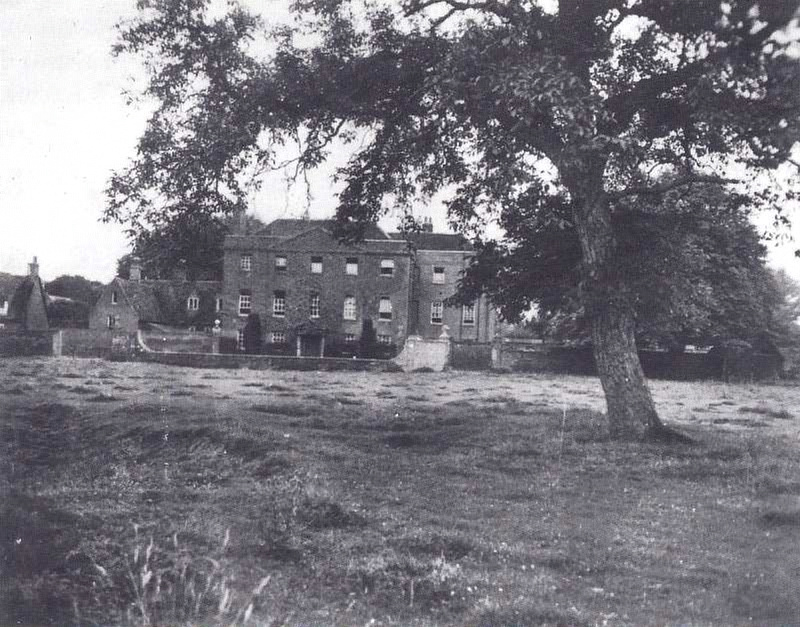
Der Landsitz Farm Hall in England

Die Elite der deutschen Atomforschung wurde im Rahmen der Operation Epsilon in den britischen Landsitz Farm Hall in der Nähe von Cambridge gebracht. Sie verbrachten die Zeit in dem idyllisch gelegenen Backsteinbau und den umliegenden Gärten mit Faustball, Billard, Bridge und Diskussionen. Die Gespräche der Wissenschaftler wurden durch das englische Militär abgehört und aufgezeichnet.
Am 6. August 1945 erhielt der diensthabende Offizier des Internierungslagers Major T. H. Rittner aus London den Befehl, dass seine Gefangenen um 18 Uhr Radio hören sollten. Rittner sollte dabei die Reaktionen der Männer auf die Meldungen verfolgen. Hahn, Heisenberg und Wirtz hörten an diesem Abend in Rittners Büro die Nachricht der BBC, dass amerikanische Wissenschaftler eine Atombombe hergestellt und bereits auf eine japanische Stadt abgeworfen hatten.
Die Reaktionen der drei Deutschen waren unterschiedlich. Wirtz äußerte, er sei froh, dass sie selbst die Bombe nicht hatten. Heisenberg hielt die Meldung für einen „Bluff“ und bezweifelte zunächst, dass ein kernphysikalischer Effekt im Spiel sei. Otto Hahn war stark erschüttert und fühlte sich für den Tod Hunderttausender Japaner mitverantwortlich. Die 21-Uhr-Nachrichten brachten die Gewissheit, dass eine Atombombe aus Uran mit einer Sprengkraft von 20.000 Tonnen TNT-Äquivalent über Hiroshima explodiert war. In der nachfolgenden Diskussion sagte von Weizsäcker, es sei schrecklich, dass die Amerikaner es getan hätten und er halte die Aktion für Wahnsinn. Heisenberg entgegnete, dies sei aber wohl der schnellste Weg, den Krieg zu beenden. Hahn sah sich wohl in all seinen Befürchtungen bestätigt, die ihn seit seiner Entdeckung im Dezember 1938 gequält hatten. Er war letztendlich nur froh, dass die Deutschen es nicht geschafft hatten.
Am 18. November 1945 erfuhr Hahn während seiner Internierung, dass ihm für seine Entdeckung aus dem Jahr 1938 der Nobelpreis für Chemie des Jahres 1944 zuerkannt worden war. Am 3. Januar 1946 wurden die zehn Wissenschaftler des Uranprojekts schließlich freigelassen und kehrten nach Deutschland zurück.

## Sowjetisches Atombombenprojekt
Ebenso wie in die USA wurden nach dem Zweiten Weltkrieg auch etwa 300 deutsche Nuklear-Spezialisten mit ihren Familien in die Sowjetunion verbracht. Anlagen des deutschen Uranprojektes unter anderem bei den Kaiser-Wilhelm-Instituten für Physik und für Chemie, in den Elektro-Labors der Firma Siemens und beim Physikalischen Institut des Reichspostministeriums wurden demontiert und in die UdSSR transportiert. Dazu gehörten drei der vier deutschen Zyklotrone, starke Magnete, Elektronenmikroskope, Oszilloskope, Transformatoren und Präzisions-Messinstrumente. Der Beitrag der deutschen Wissenschaftler bei der Entwicklung von Nukleartechnologie für das sowjetische Atombombenprojekt beschränkte sich im Wesentlichen auf die Uranproduktion sowie die Isotopentrennung. Sie wirkten aber auch beim ersten sowjetischen Atombombentest mit.

## Rezeption
- Richard von Schirach: Die Nacht der Physiker: Heisenberg, Hahn, Weizsäcker und die deutsche Bombe. Rowohlt, Reinbek bei Hamburg 2014, ISBN 978-3-499-61642-6 (Rezension).
- Kampf ums schwere Wasser, norwegisch-französischer Spielfilm von 1948
- Saboteure im Eis – Operation Schweres Wasser (Kampen om tungtvannet), norwegische Miniserie von Norsk rikskringkasting (NRK), 2015
- Ende der Unschuld (1991)